# セス (2009年生の子役)
セス（2009年7月20日 -）は東京都生まれのリミックス所属の子役。アメリカと日本のハーフ。なお国籍も、アメリカと日本である。身長167センチメートル (cm)、サイズB:69 cm、W:63 cm、H:64 cm。靴のサイズ27.5 cm。

## 生まれ
2009年、アメリカと日本のハーフとして生まれる。幼少期の頃から、スポーツが大好きで、最初は、レスリングや、サッカーをしていた。東京都世田谷区立多聞小学校に入ってからは、バスケットボールを小学2年生からやっていたが、わずか1年ぐらいでやめたと言う。また、現在やっているスポーツは、6歳からやっている野球である。ポジションはファーストとピッチャーをやっているそうだ。

## 人物
好きなものは、犬、自家製野菜ラーメン、のり煎餅、ミニオンズ。嫌いなものは、トマト、ナス、ニンニク。また、ピアノも、小さいときに習っていたという。

## 出演
いずれもTOKYO MXの番組のみ出演。なお、CMなども含む。

### テレビ番組
5時に夢中!（2019年4月5日 -2022年3月25日 ）金曜子ども黒船特派員
セスの大きなお世話ですが
セスのフォーチューン天気予報

### CM
- つなげるテレビ。子ども☆未来応援ウィーク（2019年7月15日 -）